# Gadżet
Gadżet (ang. fr. gadget) – przyrząd, urządzenie; niewielki przedmiot, czasem niepełniący funkcji użytkowej. Gadżetami mogą być reklamówki, figurki, podstawki, przyciski do papieru, długopisy, breloczki, itp. Gadżet oznacza również nowe urządzenie techniczne o kwestionowanej funkcjonalności lub użyteczności. W Prywatnym leksykonie współczesnej polszczyzny występuje określenie durnostojki.
Etymologia tego słowa jest niepewna. Być może pochodzi ono od francuskiego wyrazu gâchette, oznaczającego część mechanizmu zamka lub broni palnej. Najwcześniejsze znane wystąpienia słowa gadget w języku angielskim pochodzą z wieku XIX w. i odnoszą się do metalowego chwytaka, używanego przy produkcji szklanych naczyń. Pod koniec XIX w. wyraz ten zaczął być używany w ogólnym sensie przydatne urządzenie. Używany był też w slangu marynarskim na określenie dowolnego przedmiotu, którego nazwy mówiący akurat nie pamiętał.
Gadżety mogą być wykorzystywane przez firmy lub instytucje w celach promocyjnych i reklamowych.

## Gadżety

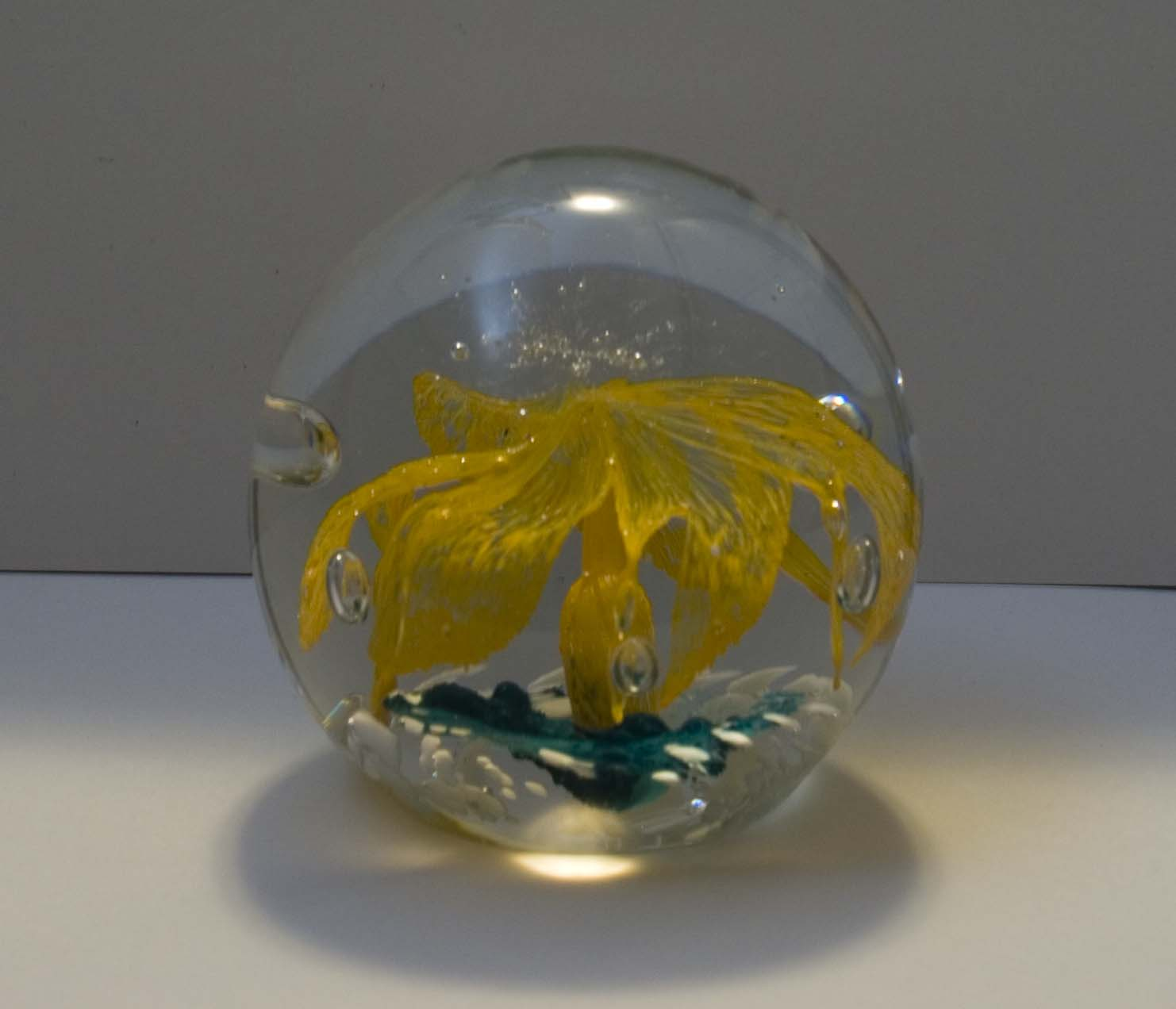
Przycisk do papieru
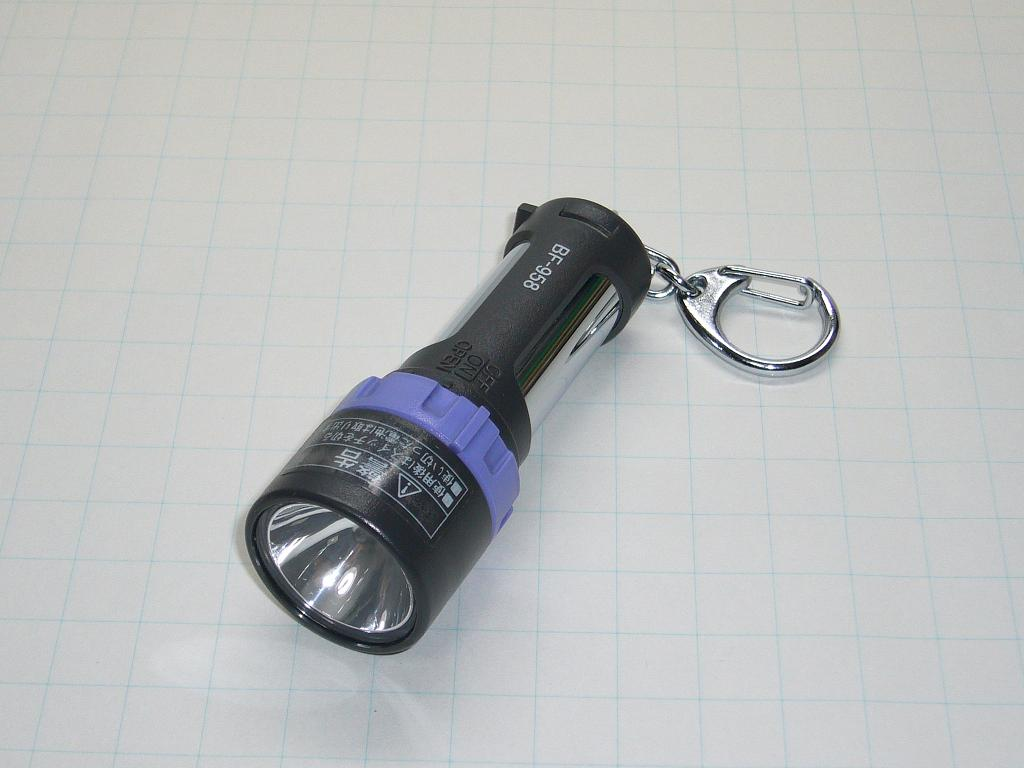
Breloczek – latarka
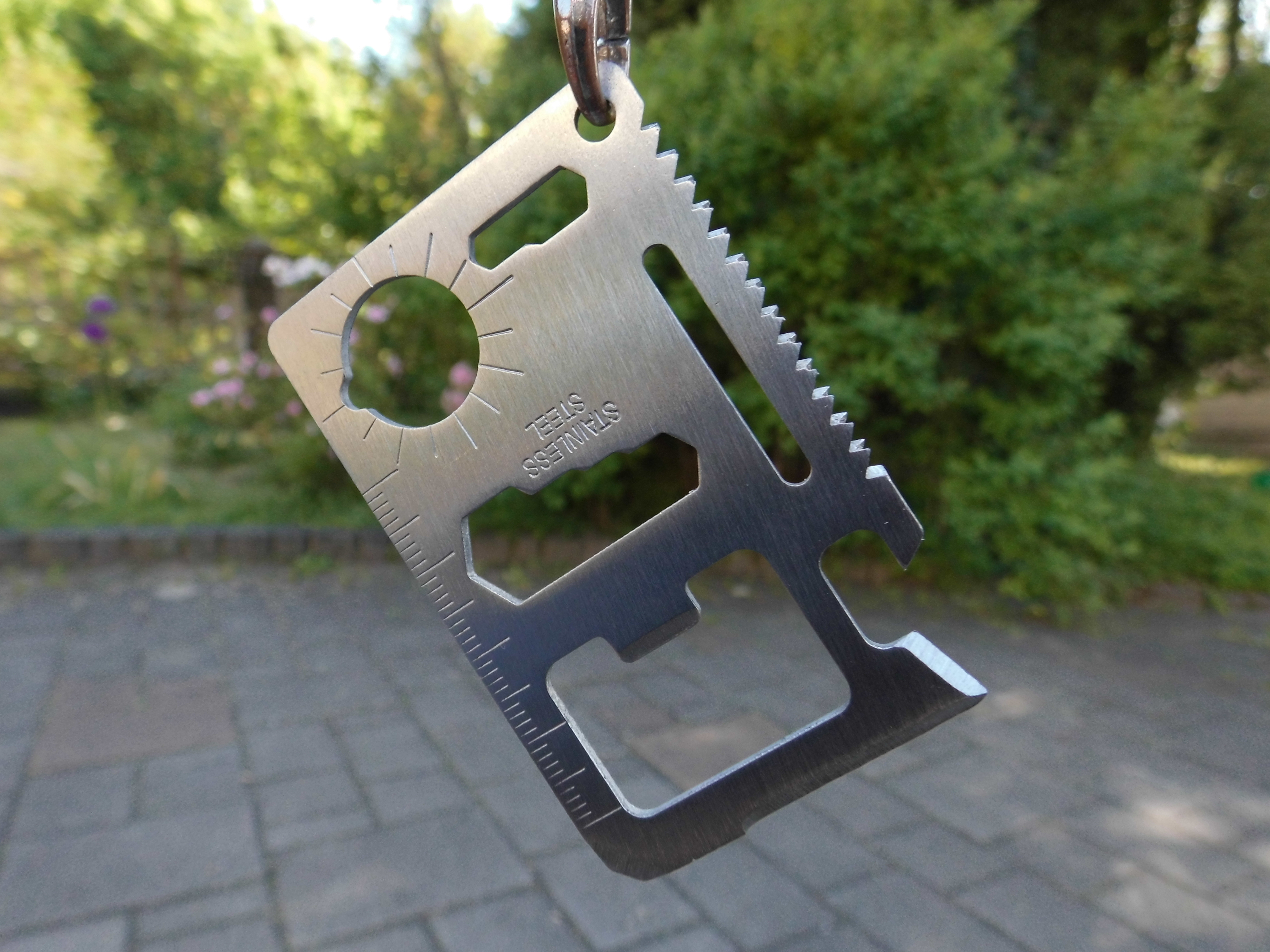
Karta przetrwania/przeżycia - gadżet survivalowy